# پیست جهانی مارکو سیمونچلی میسانو
پیست جهانی مارکو سیمونچلی میسانو (انگلیسی: Misano World Circuit Marco Simoncelli) یک پیست ورزش‌های موتوری در میسانو آدریاتیکو، ایتالیا است.
این ورزشگاه که بیشتر برای مسابقات موتورسواری استفاده میشود در سال ۱۹۷۲ تأسیس شده و ظرفیت آن ۶۰٬۰۰۰ نفر است.

## نگارخانه

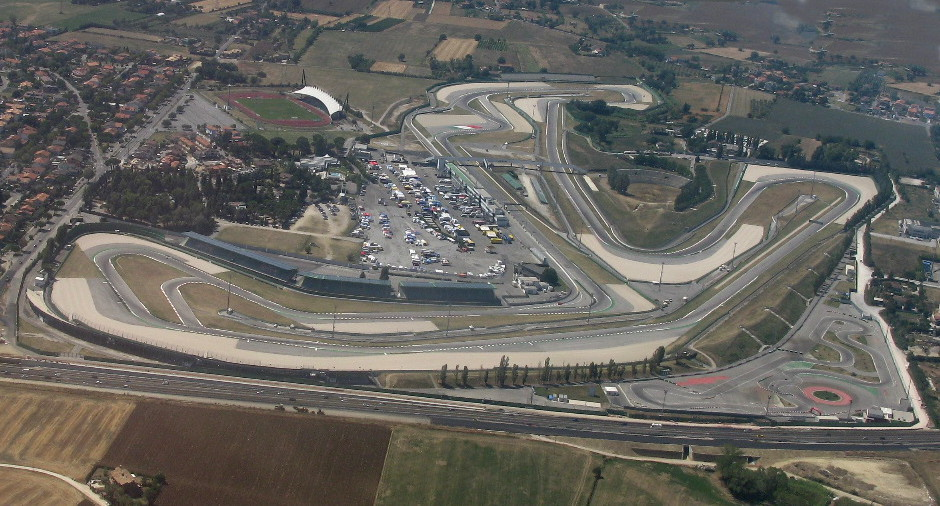
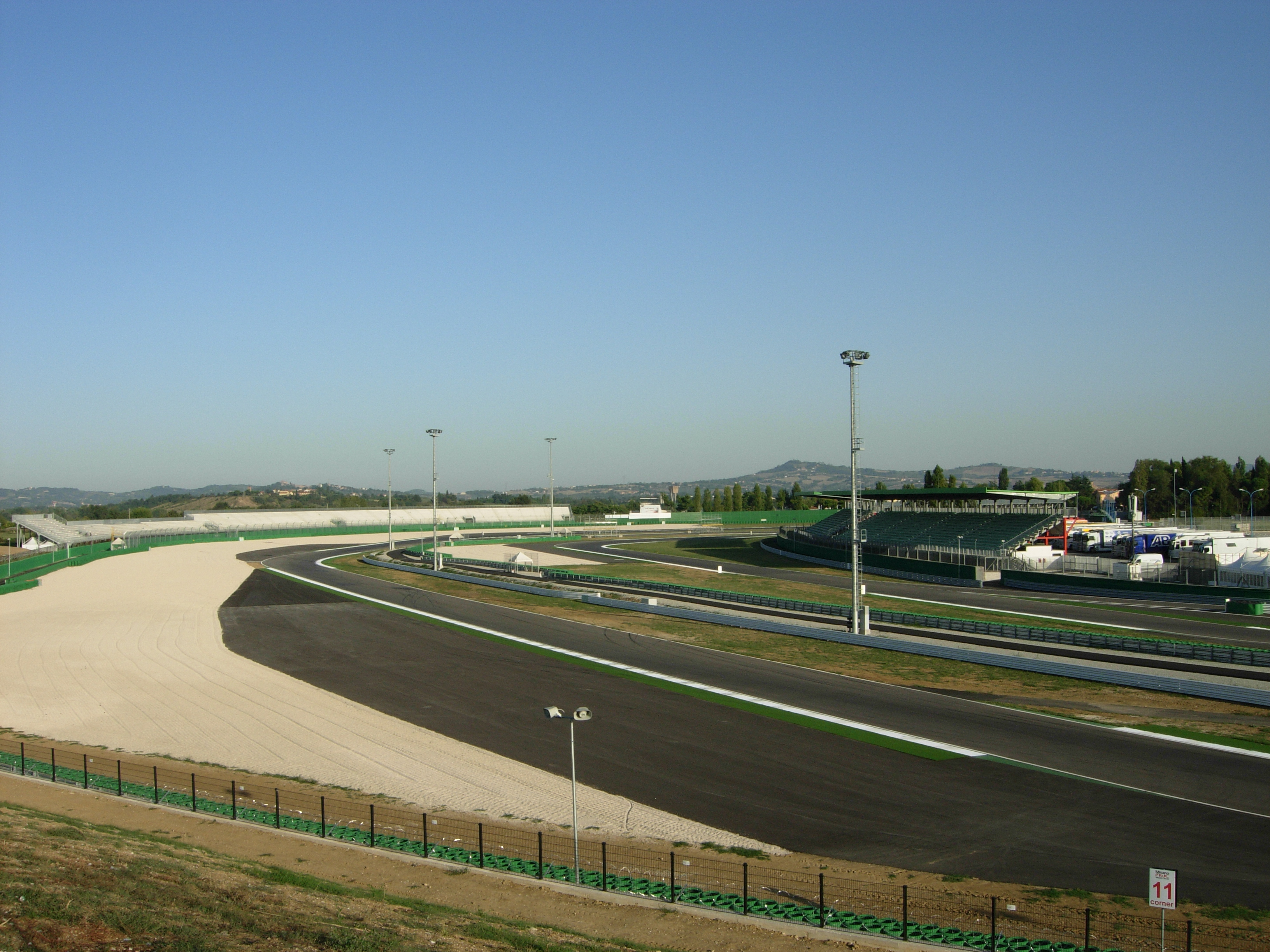
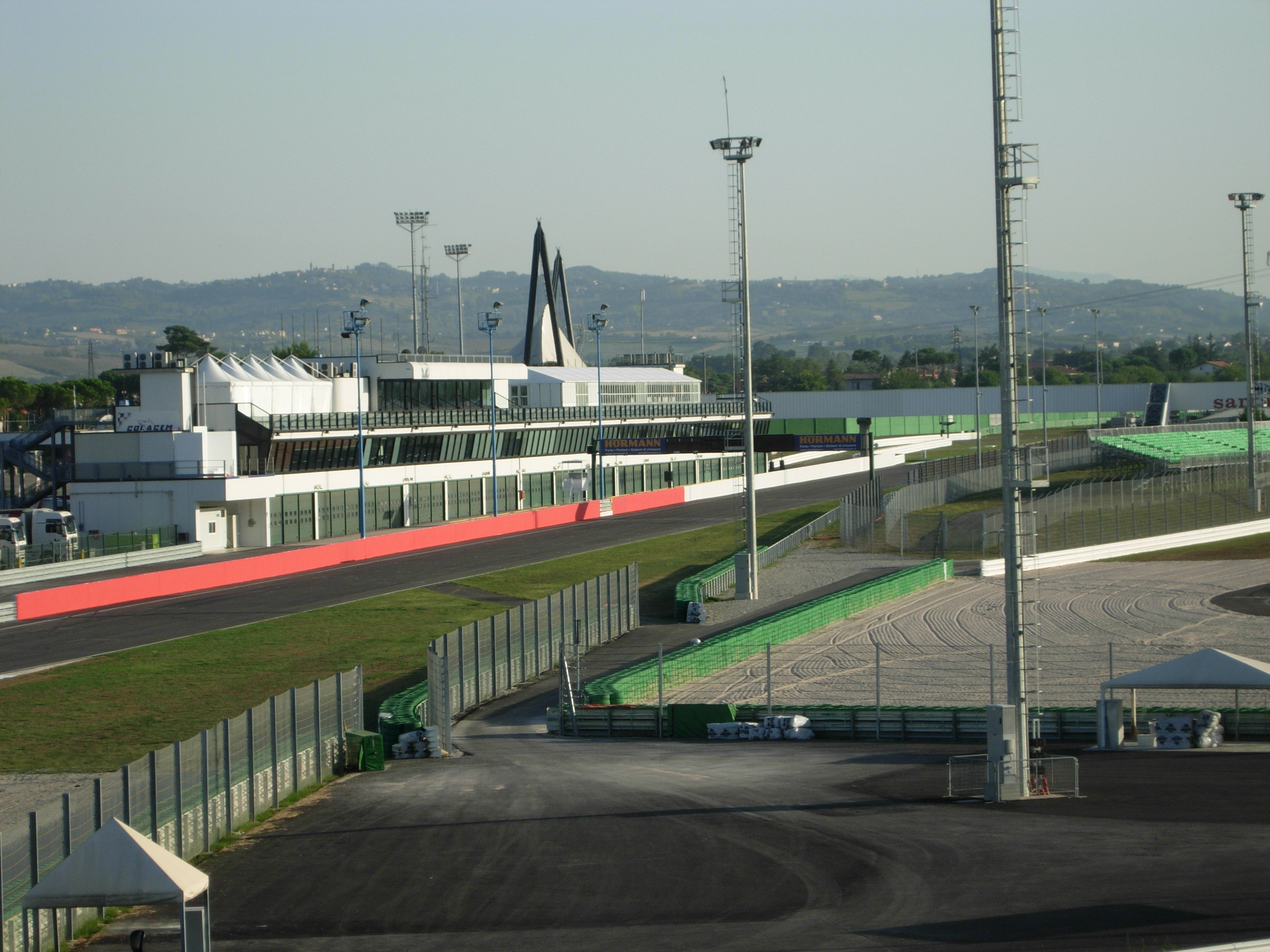
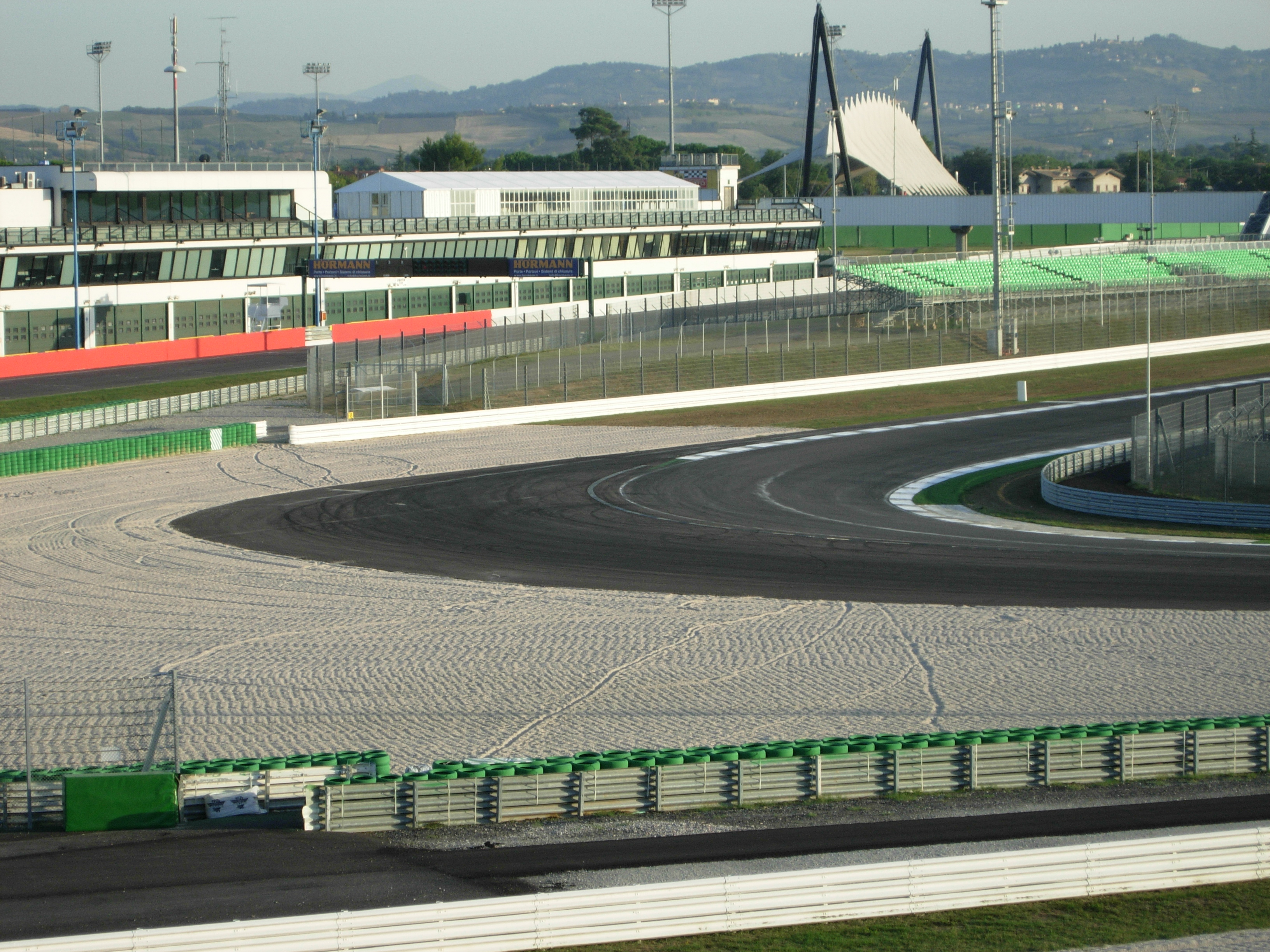
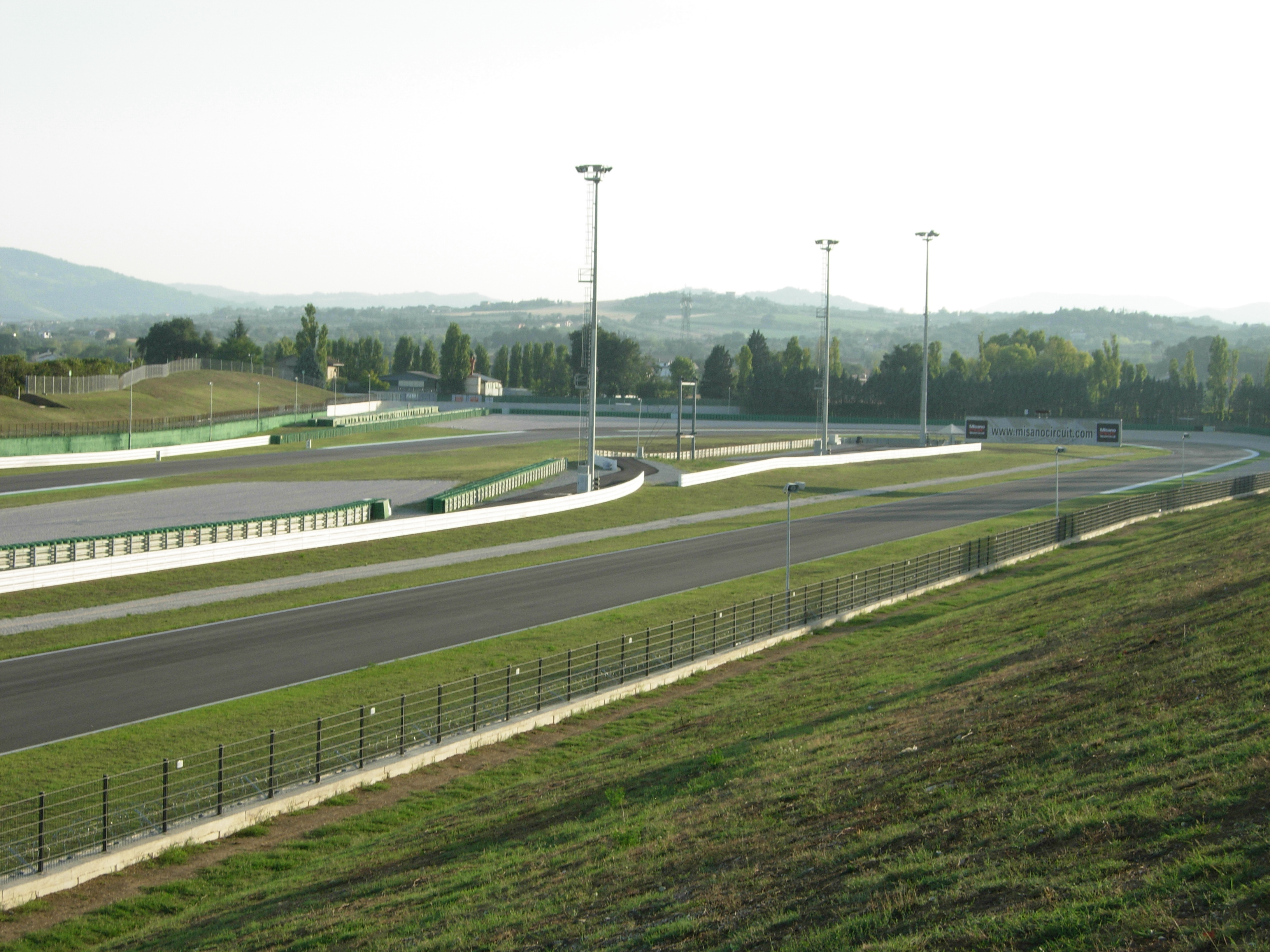